# Georg Schenck van Toutenburg
Georg Schenck van Toutenburg (Duits: Georg Schenk von Tautenburg) (Windischeschenbach 1480 – Vollenhove 2 februari 1540) was een Duitse edelman, die carrière maakte in het bisdom Utrecht en uiteindelijk stadhouder werd in de noordelijke gewesten. 
Georg Schenk kwam in 1496 mee in het gevolg van Frederik van Baden, die dat jaar bisschop van Utrecht werd. In zijn dienst bracht hij het tot drost van Vollenhove. In 1521 volgde hij Wilhelm van Roggendorf op als stadhouder van Friesland. Later werd hij ook stadhouder van Overijssel, Drenthe en Groningen. 
Georg Schenck liet Toutenburg bouwen in Vollenhove, waar hij was benoemd als schout. Via zijn eerste vrouw Anna de Vos van Steenwijk tot Batinge († 1526) kwam hij in het bezit van het riddermatige huis Batinge bij Dwingeloo. In Tietjerk liet hij in 1528 een buitenplaats aanleggen; hieraan herinnert aldaar de zorginstelling Nieuw Toutenburg. In 1531 werd Georg toegelaten tot de Orde van het Gulden Vlies.
Het lukte hem de Geldersen onder Christoffel graaf van Meurs terug te dringen. Jancko Douwama kwam met hem in conflict, maar verloor. Schenck veroverde Dokkum, en ten slotte Sloten en Lemmer. Hij zette de strijd tegen Karel van Gelre buiten Friesland voort, werd stadhouder van Overijssel, versloeg de wederdopers die in 1535 klooster Bloemkamp bij Bolsward hadden bezet, veroverde ook Groningen en Drenthe (1536), waar hij eveneens stadhouder werd. Voor de inrichting van het bestuur heeft Friesland veel aan hem te danken. Zijn grote verdienste voor de Friese waterschappen blijkt uit het Groot Arbitrament van Schenck. Onder zijn bestuur won de hervorming aan kracht; dit ondanks de strenge plakkaten.
Hij hertrouwde in 1526 met gravin Johanna van Egmond, dochter van graaf Jan III van Egmond en Magdalena van Werdenburg. Uit het huwelijk met Anna de Vos van Steenwijk werden drie kinderen geboren: Zijn zoon Frederik Schenck van Toutenburg (ca. 1503 - 1580) was aartsbisschop van Utrecht. Dochter Maria Schenck van Toutenburg (ca. 1510 - 1552) werd abdis van de abdij van Rijnsburg. Verder was er nog een zoon, Lodewijk Schenk van Toutenburg (ca. 1505 - 1526).
Georg Schenck overleed (op de Toutenburg, net zoals zijn beide vrouwen) aan de gevolgen van een kwetsuur door een musketschot opgedaan bij de belegering van Genemuiden op 21 februari 1540 en hij werd op het koor in de Grote Kerk te Vollenhove begraven .